# Kertimbang
Kertimbang is een bestuurslaag in het regentschap Aceh Tenggara van de provincie Atjeh, Indonesië. Kertimbang telt 215 inwoners (volkstelling 2010).